# Martin Schöffel
Martin Schöffel (* 21. April 1977 in Bayreuth) ist ein deutscher Politiker (CSU) und Wirtschaftsingenieur. Er ist seit 2008 Mitglied des Bayerischen Landtages und seit 8. November 2023 Staatssekretär im Bayerischen Staatsministerium der Finanzen und für Heimat.

## Leben
Von September 1983 bis August 1987 besuchte Schöffel die Grundschule in Wunsiedel und im Anschluss bis Juni 1996 dort das Gymnasium. Bis April 1997 leistete er den Wehrdienst ab und bis Januar 1999 machte er eine Lehre. Im Oktober 1997 begann er ein Studium an der Fachhochschule Weihenstephan und schloss dieses im Juni 2001 ab. Von Juli 2001 bis Juli 2004 arbeitete er als Vertriebsleiter bei der Hönicka-Bräu in Wunsiedel, ehe er Sachbearbeiter der Verkaufs- und Verwaltungsabteilung im Bereich Malz bei der Firma IREKS in Kulmbach, einem internationalen Unternehmen der Ernährungsindustrie, wurde. Dies blieb er, bis er in den Landtag von Bayern einzog.
Schöffel ist Vater von zwei Kindern. Er ist evangelischer Konfession.

## Politik
Schöffel ist Mitglied der CSU und war von 1999 bis 2001 Mitglied des Landesvorstandes der Jungen Union Bayern. Seit 1999 ist er Mitglied des Bezirksvorstandes der CSU in Oberfranken und seit 2002 Stadtrat in Wunsiedel. Seit 2002 ist er außerdem Kreisrat in Wunsiedel. Bei der Europawahl 2004 war er Kandidat auf der Liste der CSU, wurde aber nicht ins Parlament gewählt. Von 2005 bis 2015 war er stellvertretender Kreisvorsitzender der CSU Wunsiedel. Seit 2015 ist er Kreisvorsitzender der CSU Wunsiedel. Seit dem 20. Oktober 2008 ist er Mitglied des Landtages in Bayern und vertritt dort den Stimmkreis Wunsiedel-Kulmbach.
Von 2018 bis 2023 war er stellvertretender Vorsitzender des Ausschusses für Ernährung, Landwirtschaft und Forsten sowie Vorsitzender des Arbeitskreises Landwirtschaft seiner Fraktion und damit auch deren agrarpolitischer Sprecher. In vorangegangenen Wahlperioden war er im Landtag unter anderem Mitglied des Ausschusses für Wirtschaft, Infrastruktur, Verkehr und Technologie, Mitglied des Ausschusses für Rechts- und Parlamentsfragen, des Ausschusses für Umwelt und Verbraucherschutz sowie des Ausschusses für Bundes- und Europaangelegenheiten und des Petitionsausschusses.
Außerdem war er Beiratsvorsitzender der Bayerischen Staatsforsten, stellvertretender Vorsitzender im Oberfränkischen Braugerstenverein sowie Mitglied des Beirates Agrarmarketing und Management an der Hochschule Weihenstephan-Triesdorf.
Am 8. November 2023 wurde Schöffel als Staatssekretär des Bayerischen Staatsministerium der Finanzen und für Heimat in das Kabinett Söder III berufen.
Am 28. Juni 2025 wurde er dann zum Bezirksvorsitzenden der CSU Oberfranken gewählt.